# Fontscaldes
Fontscaldes és un poble de l'Alt Camp al terme municipal de Valls. És al nord de la ciutat i al peu del Coll de Lilla. El 2005 tenia 125 habitants. L'església parroquial és dedicada a Sant Simó. El 1188, Alfons I d'Aragó el donà al monestir de Santes Creus.

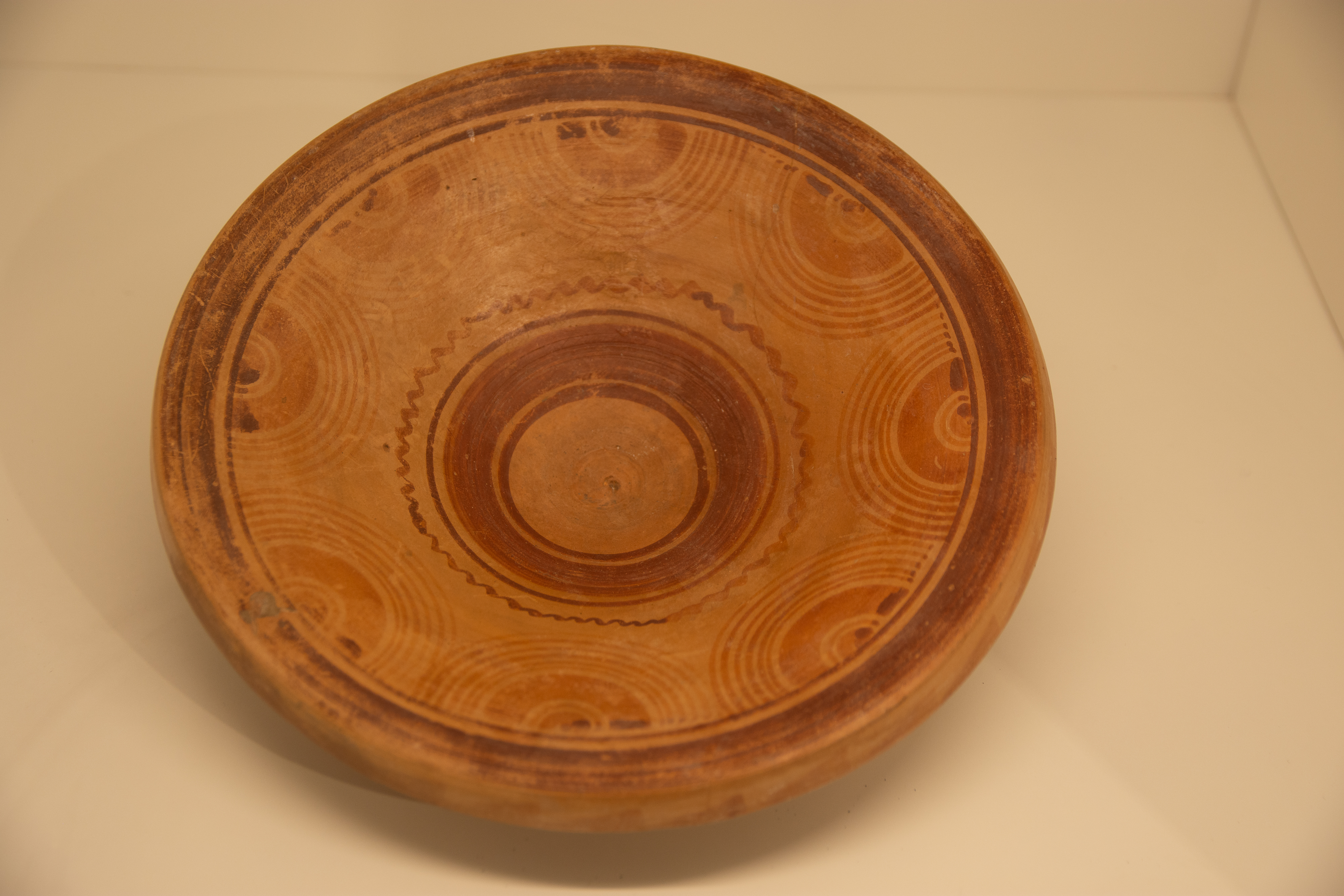
Plat iberic, (300-200 aC) procedent de Fontscaldes. MAC

El descobriment es deu a uns fragments de ceràmica ibèrica pintada, enviats per D. Fidel de Moragas, de Valls, que motivaren la investigació que donà per resultat la troballa del forn. L'any 1920, l'IEC va fer-ne una excavació sota la direcció de Josep Colominas.

## Persones
- Josep Busquets i Òdena (1914-1998), escultor